# كورتيغادا
بلدية كورتيغادا (بالإسبانية: Cortegada) هي بلدية تقع في مقاطعة أورينسي التابعة لمنطقة غاليسيا شمال غرب إسبانيا.

## الديموغرافيا
بلغ عدد سكان بلدية كورتيغادا 1.326 نسمة عام 2011 (وفقاً للمعهد الوطني للإحصاء الإسباني).
| 1.484 | 1.444 | 1.467 | 1.401 | 1.328 | 1.344 | 1.326 |